# ياسين هيما
ياسين هيما (25 مارس 1984 في ليون) (بالإنجليزية: Yacine Hima)‏ لاعب كرة قدم جزائري الجنسية فرنسي المولد يلعب حاليا لصالح نادي الدرجة السوبر بيلينزونا السويسري ومنتخب الجزائر في خط الوسط . شارك في أول مباراة دولية مع منتخب الجزائر في مواجهة منتخب الغابون في 15 أغسطس 2006 .

## مسيرته الكروية
لعب ياسين هيما خلال مسيرته الاحترافية مع 10 أندية في خمسة عشر موسمًا وسجل خلالها 23 هدفًا ضمن 265 مباراة. ولم يفز بأي موسم بالكأس وفاز في موسم واحد بالدوري.
خاض ياسين هيما مسيرته مع أكاديمية واحتياط أولمبيك ليون في موسم 2003–04 واستمر معه طيلة ثلاثة مواسم، مشاركًا في 66 مباراة سجل خلالها 3 أهداف. ثم انتقل إلى نادي شاتورو في موسم 2005–06 لمدة موسم واحد، حيث شارك في 27 مباراة سجل خلالها 6 أهداف. لينتقل بعدها إلى نادي آراو في موسم 2006–07 لمدة موسم واحد، مشاركًا في 15 مباراة ولم يسجل أي هدف. ثم انتقل إلى نادي الوطني في موسم 2007–08 لمدة موسم واحد، مشاركًا في 21 مباراة سجل خلالها هدفًا واحدًا. هذا وانتقل لاحقًا إلى نادي بيلينزونا في موسم 2008–09 ولمدة موسمين، مشاركًا في 51 مباراة سجل خلالها 5 أهداف. ثم انتقل بعدها إلى نادي نيفتشي باكو في موسم 2010–11 لمدة موسم واحد، مشاركًا في 7 مباريات ولم يسجل أي هدف. ليعود وينتقل من جديد، لكن هذه المرة إلى GOAL FC ‏ في موسم 2012–13 لمدة موسم واحد، مشاركًا في 11 مباراة سجل خلالها هدفًا واحدًا. لينتقل بعدها إلى Lyon-La Duchère ‏ في موسم 2013–14 واستمر معه طيلة ثلاثة مواسم، مشاركًا في 49 مباراة سجل خلالها 6 أهداف.

## روابط خارجية
- ياسين هيما على موقع رابطة كرة القدم الفرنسية للمحترفين (الإنجليزية)
- ياسين هيما على موقع قاعدة بيانات كرة القدم.إي يو (الإنجليزية)
- ياسين هيما على موقع ناشيونال فوتبول تيمز (الإنجليزية)
- ياسين هيما على موقع Soccerway.com (الإنجليزية)
- ياسين هيما على موقع عالم كرة القدم.نت (الإنجليزية)
- ياسين هيما على موقع كووورة